# El reino apacible
El reino apacible (Peaceable Kingdom) es un documental producido en 2004 por Tribe of Heart que muestra como unos granjeros dejaron de matar animales y adoptaron el veganismo como forma de vida creando una granja santuario llamada "Farm Sanctuary" donde recogen a muchos animales heridos, medio muertos, abandonados, rechazados por la industria al no ser productivos. Aparecen varios ejemplos de esto, como una vaca con mastitis o pollitos recién nacidos no aptos para la producción.
Es un documental ganador de diversos premios en festivales de cine, como el Festival Theme Award en 2004 del Ojai Film Festival, con música de Moby. Durante el mismo no se muestran apenas imágenes de explotación por lo que es apta para todos los públicos. Según la prestigiosa primatóloga Jane Goodall, "Peaceable Kingdom (Reino Apacible) es una obra de arte".